# Teologia liberal
La teologia liberal (Liberale Theologie, també theologischer Liberalismus o liberalisme teològic) és un moviment d'investigació sorgit en el si de la teologia protestant que es va desenvolupar principalment a Alemanya durant el segle xix. Al costat de la teologia restaurativa (restaurative Theologie) i la teologia de la mediació (Vermittlungstheologie), la teologia liberal constitueix el tercer corrent teològic vuitcentista amb més incidència. Es podria dir fins i tot que pel que fa a la teologia, el segle xix va ser liberal. Amb arrels que s'enfonsen en l'esperit d'una època marcada per la Il·lustració i l'historicisme, la irrupció de la teologia liberal va suposar una sèrie de contribucions importants a l'exegesi bíblica, a la crítica històrica del dogma i, amb això, va deixar programàticament establerta l'agenda de la discussió teològica contemporània.

## Supòsits generals
La teologia liberal no va tenir, com a moviment, una fesomia clarament unitària, però almenys es poden distingir un seguit de trets distintius comuns i un objectiu prou clar: col·locar a la teologia dins dels cànons de l'humanisme modern, de la ciència i de la crítica històrica, i en conjunció amb això, abjurar de tota dependència respecte de dogmes fonamentalistes, de tradicions eclesials assumides autoritàriament i de continguts merament fideistes. En el fons, del que es tractava era d'aclarir el cristianisme des d'un punt de vista modern. Les consignes bàsiques de la teologia liberal són, igualment, inserir a l'Església dins de la cultura i sobretot secularitzar els continguts mitològics del cristianisme (el que, conseqüentment, implicava desmitologizar-los), a saber, tots aquells continguts de la fe cristiana (per exemple, els relats d'esdeveniments miraculosos que sens dubte xoquen amb les fèrries lleis de les ciències naturals) que resulten inacceptables per a un home modern amb cert grau d'educació i cultura. Es tractava de mantenir una fe cristiana actual que no impliqués de per si el seu sacrificium intellectus. La teologia liberal és, doncs, un corrent típicament modern i, en aquest sentit, treu profit de les conseqüències més extremes de la Il·lustració i de la crítica de la superstició i del dogmatisme acrític, que van ser per antonomàsia les banderes enarborades per la crítica del supernaturalisme tan simptomàtic de la modernitat que s'aferrava al lema de Kant: Sapere Aude!
La designació "teologia liberal", d'altra banda, apareix per primera vegada a Institutio ad doctrinam Christianam liberaliter discendam de J. S. Semler (1725-1791) i va esdevenir una expressió consuetudinària i d'ús bastant estès a mitjan segle xix (també al segle xx si bé, en aquest cas, per esmentar un moviment que havia de ser atacat i superat). Però és clar que com a tal troba el seu antecedent en aquella llibertat de consciència (Gewissensfreiheit) que Martí Luter reclamava per al cristianisme en la seva crítica de l'autoritat dogmàtica del catolicisme. En aquest sentit, la teologia liberal és una conseqüència extrema de la llibertat hermenèutica sorgida a partir de l'assumpció de certs postulats de la reforma protestant (com el sacerdoci universal del creient) i, per això, no és estrany que hagi estat Alemanya el lloc on la teologia liberal va florir amb més naturalitat.
Com a figures fundacionals, se sol citar també al deista Reimarus i a Lessing (qui, per cert, va gosar publicar els controvertits fragments de Reimarus), i Friedrich Schleiermacher, l'autor d'uns famosos discursos Sobre la religió (Über die Religion. Reden an die Gebildeten unter ihren Verächtern, 1799) sol ser anomenat el 'pare de la teologia liberal' (Vater der liberalen Theologie). En efecte, l'any 1799 es considera la data fundacional de la teologia liberal, precisament per la publicació dels esmentats discursos de Schleiermacher, dirigits - segons diu el sibtítol de l'obra - als menyspreadors cultivats de la religió.
La teologia liberal es nodreix de la Il·lustració i pren d'ella la confiança en la raó i el progrés, i de l'idealisme, aprofita el camí cap a la interioritat i la idea de la llibertat religiosa. D'aquesta manera, emplaça la crítica bíblica i dogmàtica dins dels cànons il·lustrats, saluda el criticisme kantià, igual com el subjectivisme de Schleiermacher i la filosofia històric-especulativa de la religió de Hegel. A partir d'aquests supòsits, s'erigeix el que bé podria denominar-se la pregunta central de la teologia liberal: Com és possible fer comprensible la veritat de la fe cristiana en termes del pensament modern ? El pensament modern se sent estranyat respecte d'una visió del món bàsicament mitològica i antiga. Cal, per això, una mena de traducció, de manera que es comprengui allò essencial del cristianisme que encara queda per més que s'hagi de renunciar a certs continguts fideistes inacceptables. En això la influència de Schleiermacher és notable, ja que en els seus discursos la religió no apareix com un saber o algun tipus de coneixement de veritats dogmàtiques, ni tampoc com alguna acció que hagi de ser efectuada, sinó com a província exclusiva del sentiment (Gefühl). En el seu Glaubenslehre ("Creença") del 1821, en efecte, Schleiermacher havia definit la religió com «el sentiment de dependència absoluta » (Gefühl der schlechthinnigen Abhängigkeit), definició que, sens dubte, significa un canvi bastant profund de direcció en comparació amb la dogmàtica tradicional, ja que les proposicions doctrinals pretesament objectives del saber teològic es converteixen ara en proferencias de fe que són del domini exclusiu de l'experiència religiosa. Així, la influència de Schleiermacher, com ho demostra la seva designació de "Pare de l'Església del segle XIX" (pace Karl Barth), és enorme. L'últim defensor d'aquesta teologia del sentiment va ser el teòleg de la Universitat de Marburg, Wilhelm Herrmann (1846-1922), que també va ser un dels professors de Rudolf Bultmann i de Karl Barth.
Tanmateix, ni Schleiermacher ni els teòlegs influenciats per Hegel s'anomenaven a si mateixos teòlegs liberals. La veu 'teologia liberal' va arribar ben entrat el segle xix de la mà dels racionalistes tardans, que també van mantenir idees polítiques de naturalesa més liberal. Per això, és factible pensar que la teologia liberal pertany a un espectre d'idees més ampli: aquell que buscava un protestantisme cultural (Kulturprotestantismus) més d'acord amb els temps, de la mateixa manera que amb la idea d'una nova nació. En aquest sentit, la teologia liberal obeeix a l'ideal de secularitzar la religió, cosa que, segons les pretensions de l'època, coadjuvaria amb la secularització del mateix Estat.

## Fases de la teologia liberal
La primera fase de la teologia liberal es caracteritza per la crítica aferrissada del dogma i dels textos bíblics, i això de la mà de la filosofia especulativa de l'idealisme alemany (sobretot, per influència de la filosofia de la religió de Hegel). En la segona fase el filòsof central és Kant per l'influx de la teologia d'Albrecht Ritschl, mentre que en la tercera fase l'escola de la història de la religió (religionsgeschichtliche Schule) es converteix en la direcció investigadora principal. Aquestes 'fases' de la teologia liberal, per descomptat, no es poden distingir estrictament atès que no es tracta de compartiments estancs, ni de bon tros. L'usual és que les fases es trobin juxtaposades i barrejades. Tampoc no es poden delimitar nítidament respecte de la teologia de la mediació (Vermittlungstheologie) i del lliurepensament.

### Crítica bíblicai crítica del dogma
Ferdinand Christian Baur (1782-1860) és considerat un dels fundadors d'aquesta fase i un dels seguidors més destacats de J. S Semler (1725-1791). Per a Baur, el fundador de l'Escola de Tubinga, els epítets 'històric' i 'crític' signifiquen exactament el mateix, és a dir, remetre als textos bíblics amb una actitud històrica significa, alhora, ser crític respecte dels textos que són l'objecte d'estudi. El mètode històric i filològic que es fa servir per investigar textos antics profans ha de ser també utilitzat, i de la mateixa manera, amb els textos sagrats.
Tant Baur, com l'Escola de Tubinga, depenen filosòficament de les contribucions de Hegel i, en general, de l'historicisme vuitcentista. Tan radical com Baur va ser el seu principal deixeble, David Friedrich Strauß (1808-1874). En el seu Leben Jesu (1835), Crist és presentat com la mateixa encarnació de la idea de Crist. Per Strauß, el dogma no és cap veritat revelada divinament, sinó que ha sorgit històricament i, per tant, ha de ser, de la mateixa manera, investigat mitjançant el mètode històric i crític. En això, segons diu la famosa citació de Strauß, «la veritable crítica del dogma no és més que la seva història» (Die wahre Kritik des Dogmas ist seine Geschichte).
La influència de Strauß és bastant ingent, tenint en compte que pot ser considerat el fundador de la investigació de la recerca del Jesús històric (Leben-Jesu-Forschung). Per a teòlegs posteriors que van treballar sota l'encís de Strauß, una investigació veritablement històrica de la vida de Jesús no podia derivar només de l'estudi dels evangelis. Així van pensar Franz Overbeck (1837-1905), William Wrede (1859-1960), Rudolf Bultmann (1884-1976) i Albert Schweitzer (1875-1965), per als que una comprensió adequada dels textos bíblics implicava en si mateixa una familiarització amb altres textos antics.
La crítica històrica del dogma i dels textos bíblics va romandre com a direcció dominant dins de la teologia liberal fins a la meitat del segle xix.

### Ritschl, Herrmann, von Harnack
Si bé l'Escola de Tubinga va estar sobretot influenciada per Hegel, la teologia liberal de finals del segle xix i principis del segle xx es va nodrir, sobretot, de fonts kantianes. Això, és clar, és coincident amb l'enfonsament de l'idealisme alemany (que va implicar la desconfiança en els sistemes idealistes metafísicament fundats) i amb el sorgiment correlatiu del neokantisme.
En aquesta fase, és de gran importància i influència Albrecht Ritschl (1822-1889), qui va trencar amb la teologia de l'Escola de Tubinga. Per a Ritschl, la crida de Crist consisteix a fundar el Regne de Déu a 'el més ençà', i aquesta fundació s'ha de comprendre com el veritable propòsit de la història. Aquí hi ha una afinitat notable amb la creença en el progrés típicament decimonònica i amb les idees de Baur.
Wilhelm Herrmann (1846-1926), si bé va tenir accentuacions i encunyacions pròpies, va seguir expandint la influència de Ritschl. En especial, perquè en la seva teologia, Crist era descrit com un cas exemplar de moralitat, i perquè els efectes de la fe haurien de reflectir-se de la mateixa forma en la moralitat de la societat. Rudolf Karl Bultmann, un estudiant de Herrmann i després famós professor a Marburg, mostra certa influència herrmanniana a la seva teologia kerigmàtica (Kerygma-Theologie), per la qual qual, i amb raó, se sol categoritzar Bultmann sota l'etiqueta de teòleg neoliberal. Per a Bultmann, la trobada amb Déu no aporta cap demostració del 'Jesús històric', sinó només una trobada amb la proclamació de Jesús, la qual cosa aporta nova comprensió del que significa alliberar-se del món (Entweltlichung). En qualsevol cas, es tracta sempre de reinterpretar l'evangeli a la llum de la immanència i historització modernes.
Entre els deixebles més prestigiosos de Herrmann cal esmentar Adolf von Harnack (1851-1930). Harnack és molt conegut per la seva immensa obra Lehrbuch der Dogmengeschichte ("Història del dogma", 3 Vols. 1886-1890), en què va caracteritzar el dogma com la manifestació de l'hel·lenització del cristianisme. L'essència del cristianisme (títol d'una altra de les seves obres: Das Wesen des Christentum) consisteix llavors en la simplicitat de l'evangeli del Jesús històric, la simplicitat del missatge moral de Jesús que no constitueix cap perill per a la consciència de l'home modern. El 'regne de Déu' és la consciència religiosa i la convicció del valor de l'ànima humana. La tasca dels fills de l'amant Déu Pare és fer la seva voluntat. D'aquí es deriven per a Harnack responsabilitats morals i cíviques que són competència exclusiva de la comunitat cristiana. Aquesta és la incipient concepció d'un protestantisme cultural (Kulturprotestantismus) que Harnack va ajudar a forjar i que va estar de moda al canvi del segle xix al segle xx.

### L'escola de la història de la religió
A l'Escola de la història de la religió (Religionsgeschichtliche Schule) van pertànyer investigadors com Hermann Gunkel (1862-1932), Wilhelm Bousset (1865-1920), Wilhelm Heitmüller (1869-1926), Johannes Weiß (1863-1914) i, fins a cert punt, també Ernst Troeltsch (1865-1923) i Albert Schweitzer (1875-1965). El seu propòsit va ser contextualitzar els textos bíblics a partir del seu món circumdant (Umwelt) però precisament amb una finalitat positiva: no perdre l'originalitat i particularitat irreductibles del missatge neotestamentari. Des del punt de vista d'aquesta escola, la investigació sobre el mite s'ha de veure amb cert recel perquè no va ressaltar prou la particularitat (Eigentümlichkeit) del missatge cristià.

### Troeltsch, Rothe, Schweitzer
En un sentit ampli, Ernst Troeltsch i Albert Schweitzer han de ser considerats dins de l'espectre de l'Escola de la història de la religió, mentre que Richard Rothe (1789-1867) ha seguit la direcció iniciada per Ritschl, tot i tota independència. Ernst Troeltsch (1865-1923) ha opinat que, per raons històriques àmpliament fonamentades, s'ha de negar el 'caràcter absolut' del cristianisme (Absolutheit des Christentums). En concordança amb Troeltsch, la modernitat no comença amb la reforma protestant, sinó amb la Il·lustració. En general, Troeltsch s'adscriu a les usuals postures de la teologia liberal: una comprensió del Regne de Déu a partir del 'més ençà' (diesseitig), la subjectivitat de la fe, etc. No obstant això, s'ha tornat cada vegada més pessimista respecte a les possibilitats que l'ètica pogués encara tenir efectes en la història. Troeltsch ha subratllat posteriorment la personalitat cristiana i ha estat fidel a la imatge del cristianisme subjectivista: «El que queda - i aquest és el resultat més ampli - és el Regne de Déu, que és intern a nosaltres» (inwendig in uns).
Albert Schweitzer (1875-1965) ha de ser considerat tant dins de la teologia liberal en un sentit ampli, com de l'Escola de la història de la religió, però això perquè amb la seva obra Geschichte der Leben Jesu Forschung (1906) ha contribuït a diagnosticar la crisi del moviment. Schweitzer fins i tot ha desconstruït la imatge de Jesús forjada dins dels cercles de la teologia liberal. Per a Schweitzer, Jesús no és cap mestre de saviesa humana, del qual puguin derivar alguns ensenyaments pràctiques valuoses per les societats modernes - com semblava ser el requeriment del Kulturprotestantismus. Es tractava, més aviat, d'un profeta apocalíptic. En efecte, el cristianisme primitiu es caracteritza per l'esperança d'una ràpida vinguda del Regne de Déu. D'aquesta manera, queda qüestionat el supòsit de la teologia liberal segons el qual el Regne de Déu no és més que una qüestió interna i subjectiva.
No van ser ni Ritschl i els seus deixebles, ni els autors pertanyents a l'Escola de la història de la religió els que es van anomenar a si mateixos 'teòlegs liberals'. Aquesta designació els va ser imposada des dels grups conservadors i ortodoxos anteriors a la Primera Guerra Mundial. Contra aquests, es van agrupar els teòlegs liberals en la 'Lliga protestant alemanya' (Deutsche Protestantenverein) per contrarestar la influència de l'ortodòxia luterana i de l'estat restauratiu, i afirmaren a contrapèl la coincidència entre el liberalisme eclesial i el polític.

## Contribucions històric-exegètiques

### Exegesi bíblica
L'exegesi i la crítica bíblica són dos pilars fonamentals de la teologia liberal. L'exegesi, com a interpretació crítica dels textos veterotestamentaris i neotestamentaris, ja havia estat una contribució de l'esperit humanista de la reforma protestant, i exigia - en contraposició amb l'afany dogmatizant del catolicisme que pretenia simplement partir del text llatí de la Vulgata - que tota interpretació dels textos bíblics havia de començar per una familiarització de l'intèrpret amb els idiomes originals en què van ser escrits els textos. Això, per descomptat, amb la finalitat d'evitar amfibologies innecessàries i faltes de comprensió bàsiques fàcilment superables mitjançant el domini d'aquestes llengües (en el cas dels textos bíblics, es tracta de l'hebreu, de l'arameu i del grec koiné) i del context lingüístic que aquest domini aportaria. En el cas de la teologia liberal, es tractava de treure profit dels avenços de certes ciències (la història, la filologia i la lingüística, principalment) i de les aportacions de la filosofia moderna per interpretar els textos bíblics. És a dir, no hi havia cap mètode d'interpretació exclusivament "cristià". Els textos antics de la Bíblia havien, per tant, d'ésser interpretats de la mateixa manera i amb les mateixos entrades investigatives que s'utilitzen per interpretar altres vells textos de l'antiguitat. No hauria, d'aquesta manera, una diferència formal per interpretar i investigar textos homèrics, per exemple, i textos bíblics.
Les conseqüències de la crítica filològica i històrica aplicada a la investigació dels textos bíblics va donar com a conseqüència la postulació de noves teories respecte de l'autoria dels llibres de l'Antic Testament i del Nou Testament, els quals s'havien mantingut com a documents intocats pertanyents al cànon d'escrits pretesament inspirats. D'aquestes teories, les més conegudes són dos: (1) La hipòtesi documental, proposada per Julius Wellhausen, que feia miques la suposició de l'autoria de Moisès del Pentateuc. El Pentateuc o la Torà (és a dir, Gènesi, Èxode, Levític, Nombres i Deuteronomi), seria el producte d'una combinació de documents que provenen de quatre fonts diferents: la tradició jahvista, la tradició elohista, la tradició deuteronòmica i la tradició sacerdotal (per a més informació, cf. Hipòtesi documental). I (2) la teoria de les formes, que investigava el text bíblic a partir del seu corresponent gènere literari i que, de la mateixa manera, s'escampava els textos a partir d'una sèrie de perícopes que serien més originàries que altres. Els textos bíblics són un producte, una plasmació escrita de formes orals anteriors, les quals no procedeixen totes necessàriament de la mateixa tradició. En el desenvolupament de la teoria de les formes, van ser importants investigadors Rudolf Bultmann i Martin Dibelius.

### La recerca del Jesús històric
En qualsevol cas, aquestes investigacions van enriquir de manera important el patrimoni del coneixement bíblic, però van conduir a conseqüències negatives per a la fe cristiana encara aferrada a creences premodernes. La conseqüència més sentida va ser potser la que va aportar el projecte de recerca del Jesús històric: l'anomenada recerca del Jesús històric (Leben-Jesu-Forschung). Aquest projecte troba seus inicis en la Il·lustració, en personatges com Hermann Samuel Reimarus i el seu deixeble Gotthold Ephraim Lessing. En realitat, tot i que el projecte s'inicia amb les suposicions de Reimarus que qüestionen la veritat històrica del que diuen els Evangelis de Jesús de Natzaret, s'estén fins ben entrat el segle xx. Es tractava d'optar per mètodes creïbles, és a dir, bàsicament científics per reconstruir la veritable vida de Jesús i, conseqüentment, desconfiar dels escrits bíblics que - se suposava -, no només havien estat posats en qüestió per teories com la documental i la de les formes, sinó que no admetien credibilitat pel seu caràcter esbiaixat. És a dir, dels textos bíblics no es pot dir que es tracti de documents estrictament històrics, sinó que obeeixen a la intenció de promoure un cert missatge religiós. Tal com Albert Schweitzer va definir la recerca del Jesús històric, el projecte pot incloure la transició que va des Reimarus al segle xviii i que arriba fins a les aportacions de William Wrede al segle xix.
La progressió argumentativa sol dividir-se en etapes i és bastant complexa, però pot resumir-se de la manera següent: Reimarus va escriure un tractat on rebutjava els miracles com a històries inventades i no creïbles. Lessing va publicar els fragments de Reimarus. La biografia de Jesús duta a terme per D. F. Strauß, va posar en curs la crítica bíblica dels evangelis en la seva accepció moderna. I això fou així perquè Strauß va explicar els esdeveniments sobrenaturals i miraculosos dels evangelis com a fets naturals que van ser malentesos pels testimonis. Ernest Renan va ser el primer escriptor que va tenir el coratge de representar Jesús com un personatge merament humà. Albrecht Ritschl va mantenir reserves respecte del projecte, però les seves aportacions constitueixen un punt central de tota la teologia liberal. Martin Kähler va protestar sobre això, i va argumentar que el veritable Crist és aquell de qui es parla en tota la Bíblia i no cap hipòtesi històrica. William Wrede va qüestionar la fidelitat històrica de l'Evangeli de Marc. Albert Schweitzer va demostrar com totes les biografies de Jesús eren explicacions esbiaixades, atès que no era estrany trobar un Jesús romàntic o un Jesús kantià, fins i tot un hegelià. I finalment, cal recordar que la teologia dialèctica de Karl Barth, Rudolf Bultmann i Friedrich Gogarten va repudiar l'optimisme epistemològic de la teologia liberal i la desfiguració de la fe cristiana que va tenir lloc durant tot el període del seu domini. Aquestes conclusions semblen retrotraure's d'alguna forma als pensaments de Franz Overbeck, que, com el seu amic Nietzsche, també desconfiava de la manca de biaixos de l'empresa científica i de l'optimisme de l'aclariment.

## Crisi i esgotament de la teologia liberal
Ja en les obres de Troeltsch i de Schweitzer s'havia anunciat la crisi de la teologia liberal. Però hi va haver fins i tot crítiques més primerenques, crítiques que podrien anomenar intempestives com les de Overbeck, D. F. Strauß i Jakob Burckhardt, tant com les crítiques d'esperits radicals com Bruno Bauer (1809-1882).
Des del punt de vista de la història del segle xx, les conseqüències de la Primera Guerra Mundial van ser fatals per a la teologia liberal, sobretot per als seus pressupostos optimistes aferrats a la idea del progrés de la humanitat. L'optimisme i la creença en el progrés es van mostrar materialment com insostenibles.
Al segle xx, la teologia liberal va ser devastadorament criticada des de la teologia dialèctica, anomenada també neoortodòxia, duta a terme especialment (i amb matisos que caldria distingir clarament) per Karl Barth, Rudolf Bultmann i Friedrich Gogarten.
Per bé que és cert que en l'actualitat ni la secularització dels continguts de la fe, ni els propòsits ulteriors perseguits per la teologia liberal semblen ser acceptables, la veritat és que s'han quedat per sempre les seves aportacions a la investigació crítica, històric-filològica, dels textos bíblics. Els prejudicis liberals que concebien Jesús com un home enterament modern, és a dir, l'afany per acostar l'antiga fe i actualitzar, ja no són acceptables a hores d'ara per a la història. Però l'estricta aplicació i disciplina en la investigació i l'actitud desmitologitzadora de la teologia liberal, són aportacions que van canviar la investigació exegètica per sempre.

## Personatges importants

### Teòlegs liberals
- Johann Salomo Semler (1725-1791) (Crítica del cànon bíblic)
- Raymund DAPP (1744-1819)
- Friedrich Schleiermacher (1768-1834) (Teologia de l'experiència)
- Ferdinand Christian Baur (1782-1860) (Escola de Tubinga)
- David Friedrich Strauss (1808-1874) (Escola de Tubinga)
- Alois Emanuel Biedermann (1819-1885)
- Albrecht Ritschl (1822-1889)
- Wilhelm Herrmann (1846-1922)
- Adolf von Harnack (1851-1930)
- Heinrich Lang (1826-1876)
- Ernst Friedrich Langhans (1829-1880)
- Ernst Troeltsch (1865-1923)
- Albert Schweitzer (1875-1965)
- Pierre Teilhard de Chardin (1881-1955)
- Rudolf Bultmann (1884-1976)
- Paul Tillich (1886-1965)
- Fritz Buri (1907-1995)
- John A. T. Robinson (1919-1983)
- Hans Küng (nascut el 1928)
- John Shelby Spong (nascut el 1931)
- Wilhelm Grab (nascut el 1948)
- Jörg Lauster (nascut el 1966)

### Crítics de la teologia liberal
- Karl Barth
- William Lane Craig
- Thomas C. Oden
- James Innell Packer
- Francis Schaeffer
- Cornelius Van Til
- Benjamin Breckinridge Warfield
- Maurice Arthur Ponsonby Wood
- Nicholas Thomas Wright